# جوشوا بين
جوشوا بين (بالإنجليزية: Joshua Bean)‏ هو سياسي أمريكي، ولد في 1818 في مقاطعة ماسون في الولايات المتحدة، وتوفي في 7 نوفمبر 1852 في لوس أنجلوس في الولايات المتحدة. انتخب عمدة سان دييغو ‏.